# Джордж Генрі Горн
Джордж Генрі Горн (англ. George Henry Horn; 7 квітня 1840 — 24 листопада 1897) — американський ентомолог, спеціалізувався, в основному, на вивченні жуків.

## Біографія
Народився у Філадельфії 7 квітня 1840 року. У 1861 році закінчив Пенсильванський університет зі ступенем з медицини. Під час американської громадянської війни у 1862—1866 роках служив хірургом. Під час служби він збирав комах в Каліфорнії, Аризоні та Нью-Мексико. Після війни він повернувся у Філадельфію, де він заснував акушерську клініку. Обраний президентом Ентомологічного товариства Філадельфії, що стала попередником Американського ентомологічного товариства. Він залишиться на цій посаді до своєї смерті.
Горн написав понад 150 робіт та численні дрібні публікації. У цих роботах визначено приблизно 150 родів та понад 1550 видів. Свою колекцію комах він заповів Американському ентомологічному товариству. Зараз вона зберігається в Музеї порівняльної зоології Гарвардського університету.